# Balbino (nome)
Balbino  è un nome proprio di persona italiano maschile.

## Varianti
- Ipocoristici: Bino
- Femminili: Balbina[1][2][3]

### Varianti in altre lingue
- Asturiano: Balba[4]
- Basco: Balbin[4]
  - Femminili: Balbiñe[4]
- Bulgaro: Балбин (Balbin)
- Catalano: Balbí[4]
  - Femminili: Balbina[4]
- Croato: Balbin

- Francese: Balbin
  - Femminili: Balbine
- Greco moderno: Βαλβίνος (Balbinos)
- Latino: Balbinus[1][5]
  - Femminili: Balbina[1][3]
- Lituano: Balbinas
- Polacco: Balbin
  - Femminili: Balbina

- Portoghese: Balbino
  - Femminili: Balbina[3]
- Russo: Бальбин (Bal'bin)
  - Femminili: Бальбина (Bal'bina)
- Spagnolo: Balbino[4]
  - Femminili: Balbina[4]
- Ucraino: Бальбін (Bal'bin)
- Ungherese: Balbina

## Origine e diffusione
Continua il cognomen romano Balbinus, basato sul nomen Balbus e avente quindi il significato di "appartenente a Balbo", "relativo alla famiglia di Balbo"; alcune fonti gli danno il significato di "balbuziente", "scilinguato", "che parla in modo confuso" (analogo a quello di Barbara e Biagio), che è poi quello del nome Balbo stesso.

## Onomastico

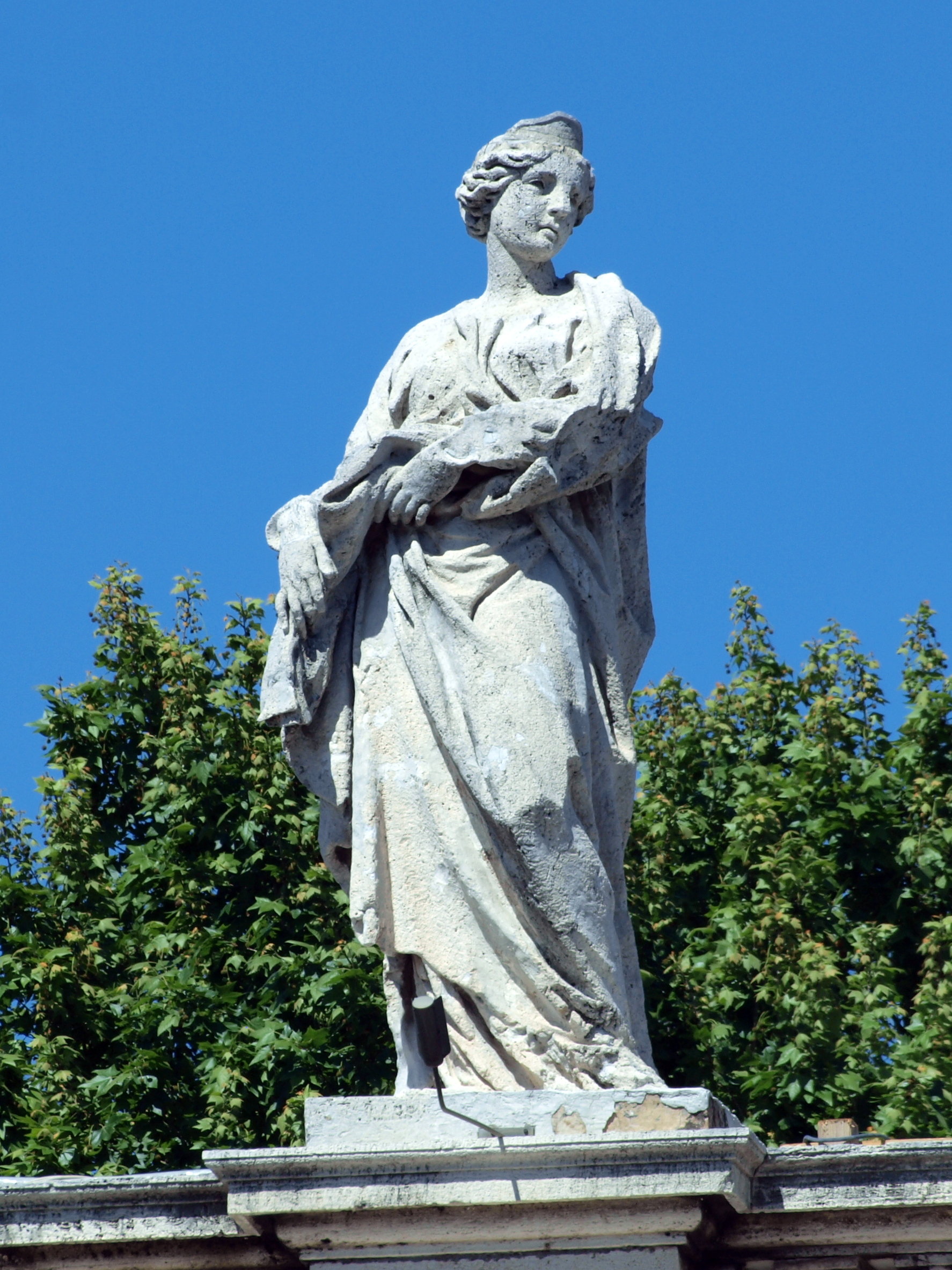
Statua raffigurante santa Balbina nel colonnato di Piazza San Pietro, a Roma

L'onomastico viene festeggiato il 31 marzo in ricordo di santa Balbina, vergine e martire a Roma con suo padre san Quirino: il luogo della sua sepoltura, sito lungo la via Appia, prese il nome di "Cimitero di Santa Balbina".

## Persone
- Decimo Celio Calvino Balbino, imperatore romano
- Balbino Giuliano, politico e storico italiano

## Il nome nelle arti
- Balbina Campobasso è il nome della protagonista, una principessa romana, del racconto San Francesco a Ripa di Stendhal.